# Tanaostigmodes eupelmiformis
Tanaostigmodes eupelmiformis är en stekelart som först beskrevs av Girault 1915.  Tanaostigmodes eupelmiformis ingår i släktet Tanaostigmodes och familjen Tanaostigmatidae. Inga underarter finns listade i Catalogue of Life.